# Rivière à l'Huile
Rivière à l'Huile är ett vattendrag i Kanada.   Det ligger i provinsen Québec, i den östra delen av landet, 1 000 km nordost om huvudstaden Ottawa.
I omgivningarna runt Rivière à l'Huile växer i huvudsak barrskog. Trakten runt Rivière à l'Huile är nära nog obefolkad, med mindre än två invånare per kvadratkilometer.